# Sacha Gervasi
Alexander Sacha Simon Gervasi (Londres, 1996) é um cineasta, roteirista e ex-jornalista britânico.